# Stronie Śląskie (gemeente)

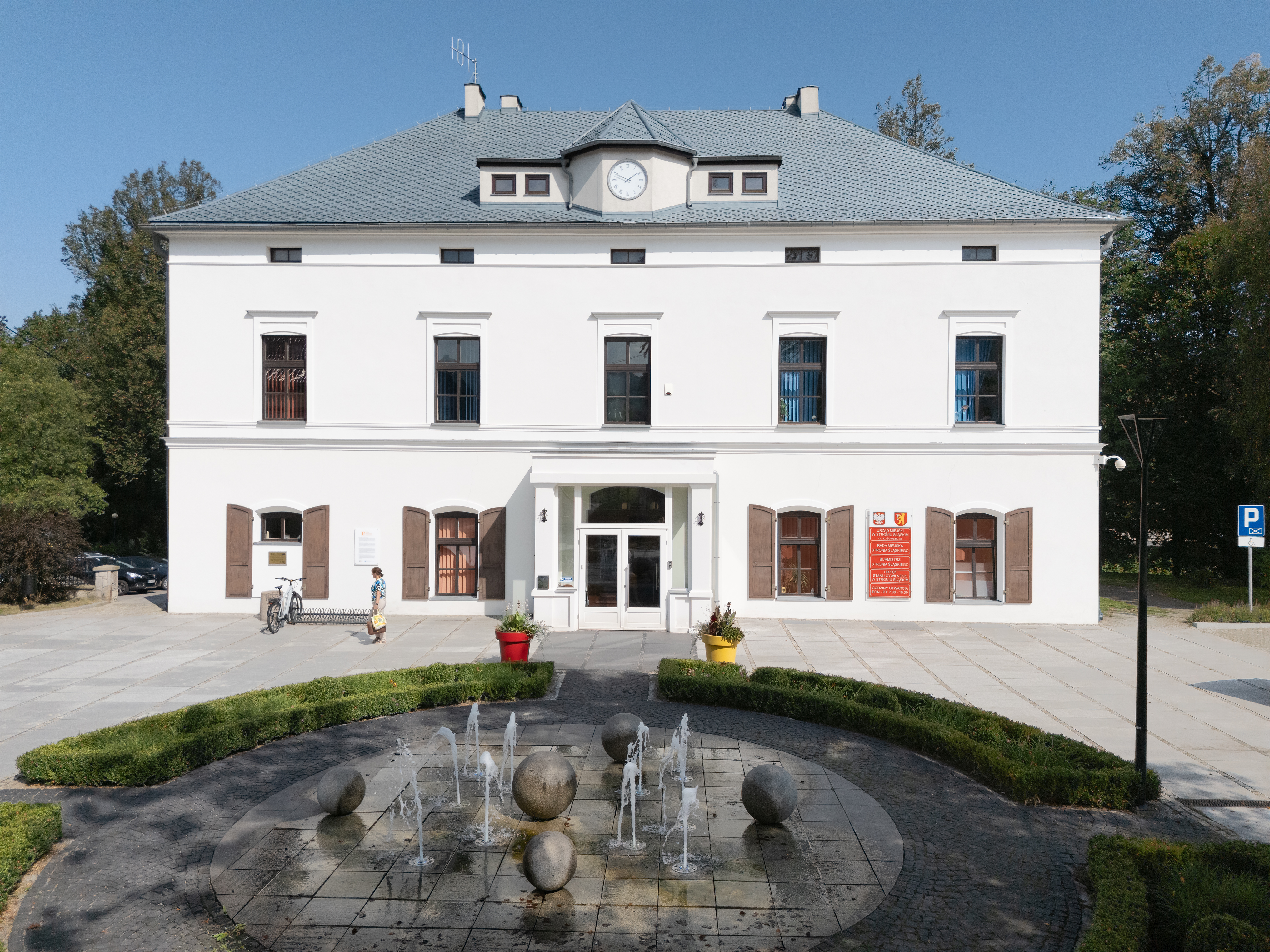

De gemeente Stronie Śląskie is een gemeente in powiat Kłodzki, Neder-Silezië.

## Bestuurlijke indeling
De gemeente bestaat uit de stad Stronie Śląskie en 14 dorpen:
- Bielice
- Bolesławów
- Goszów
- Janowa Góra
- Kamienica
- Kletno
- Młynowiec
- Nowa Morawa
- Nowy Gierałtów
- Sienna
- Stara Morawa
- Stary Gierałtów
- Strachocin
- Stronie Wieś

en Rogóżka, Klecienko, Nowa Biela en Popków.